# Museu Geominero
El Museu Geominero, a Madrid, Espanya, acull col·leccions de minerals, roques i fòssils d'Espanya i les seves antigues colònies, així com exemplars de jaciments significatius d'altres llocs del món. Entre els seus objectius hi ha el estudi i difusió de patrimoni geològic, mineralògic i paleontològic espanyol. Fins a 1989, data en la qual rep la seva denominació actual, va ser referit en nombroses ocasions com Museu Geològic Nacional. Se situa a l'edifici de l'Institut Geològic i Miner d'Espanya, institució de la qual depèn administrativament.

## Història
Les col·leccions tenen el seu origen en el material recollit durant els treballs d'elaboració del mapa geològic d'Espanya. Aquests treballs es van iniciar en 1849, després de la creació de la Comissió per formar la Carta geològica de Madrid i la general del Regne, germen de l'actual Institut Geològic i Miner d'Espanya.
Les col·leccions van anar seguint a la institució en els seus diferents canvis d'ubicació. Inicialment, 1849, van estar allotjades en el palau del Duque de San Pedro, seu llavors de la Direcció general de Mines, amb un parell de trasllats posteriors.
El museu s'integra actualment com a element principal a l'edifici que l'arquitecte Francisco Javier de Luque va realitzar per a la seu definitiva de l'Instituto Geológico y Minero, les obres del qual van començar el 1921. El disseny del museu i la distribució de les col·leccions va sorgir de la col·laboració entre de Luque i l'enginyer de mines Primitivo Hernández Sampelayo, primer director del museu.
La gran sala del museu es va inaugurar pel rei Alfons XIII el 24 de maig de 1926, amb motiu de la celebració del XIV Congrés Geològic Internacional, encara desproveïda de les col·leccions, ja que va servir de saló d'actes per a aquest esdeveniment. Es va completar i va obrir al públic el 1927.
A partir de 1980 es van realitzar obres de condicionament i restauració, i es va fer l'inventari i actualització dels fons.
El Museu va ser reinaugurat el 2 de març de 1989 pel rei Juan Carlos I i va rebre oficialment l'actual nom de Museu Geominero.

## Arquitectura i distribució

### Escalinata i passadissos d'accés

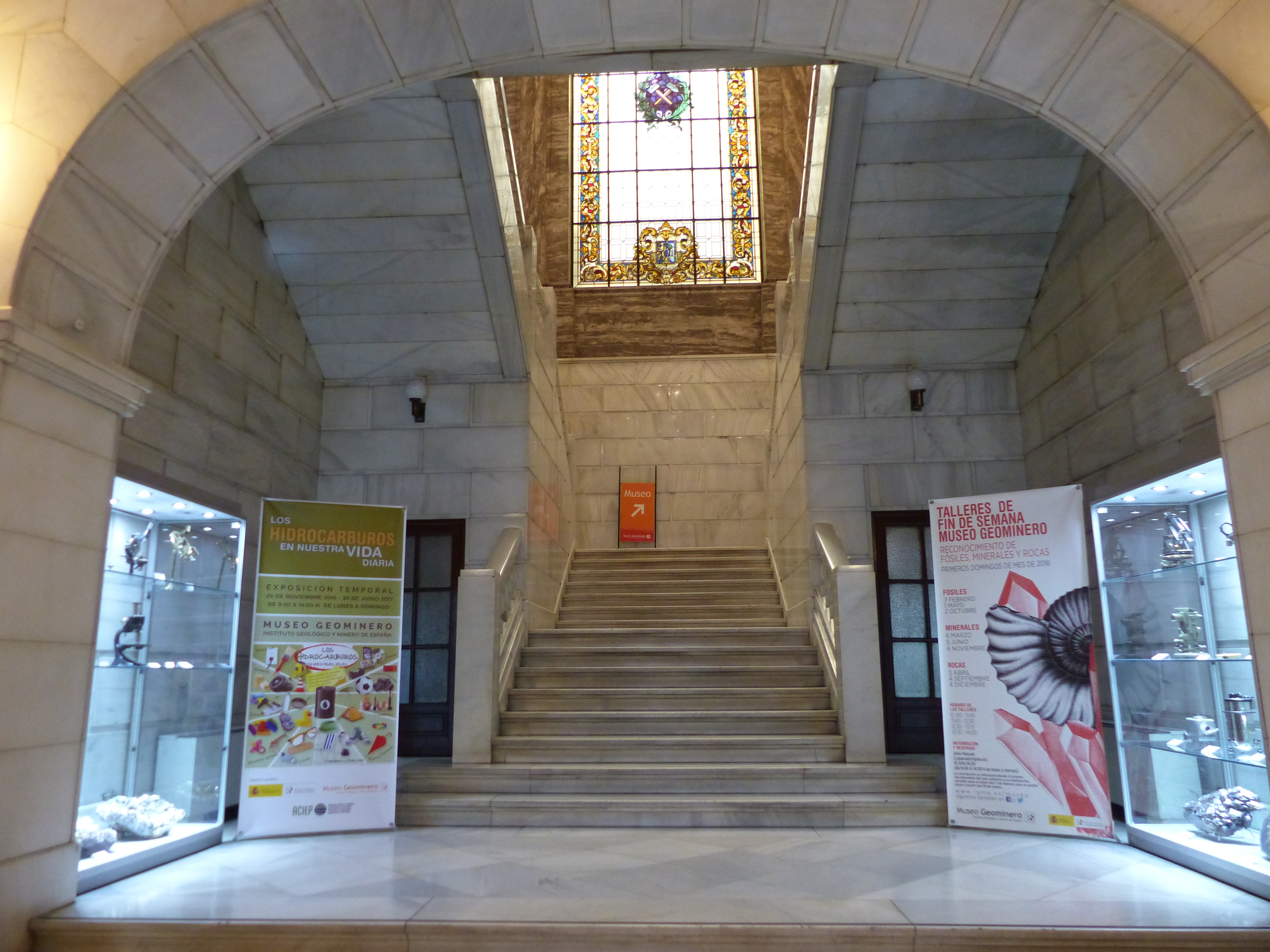
Primer tram de l'escala de marbre

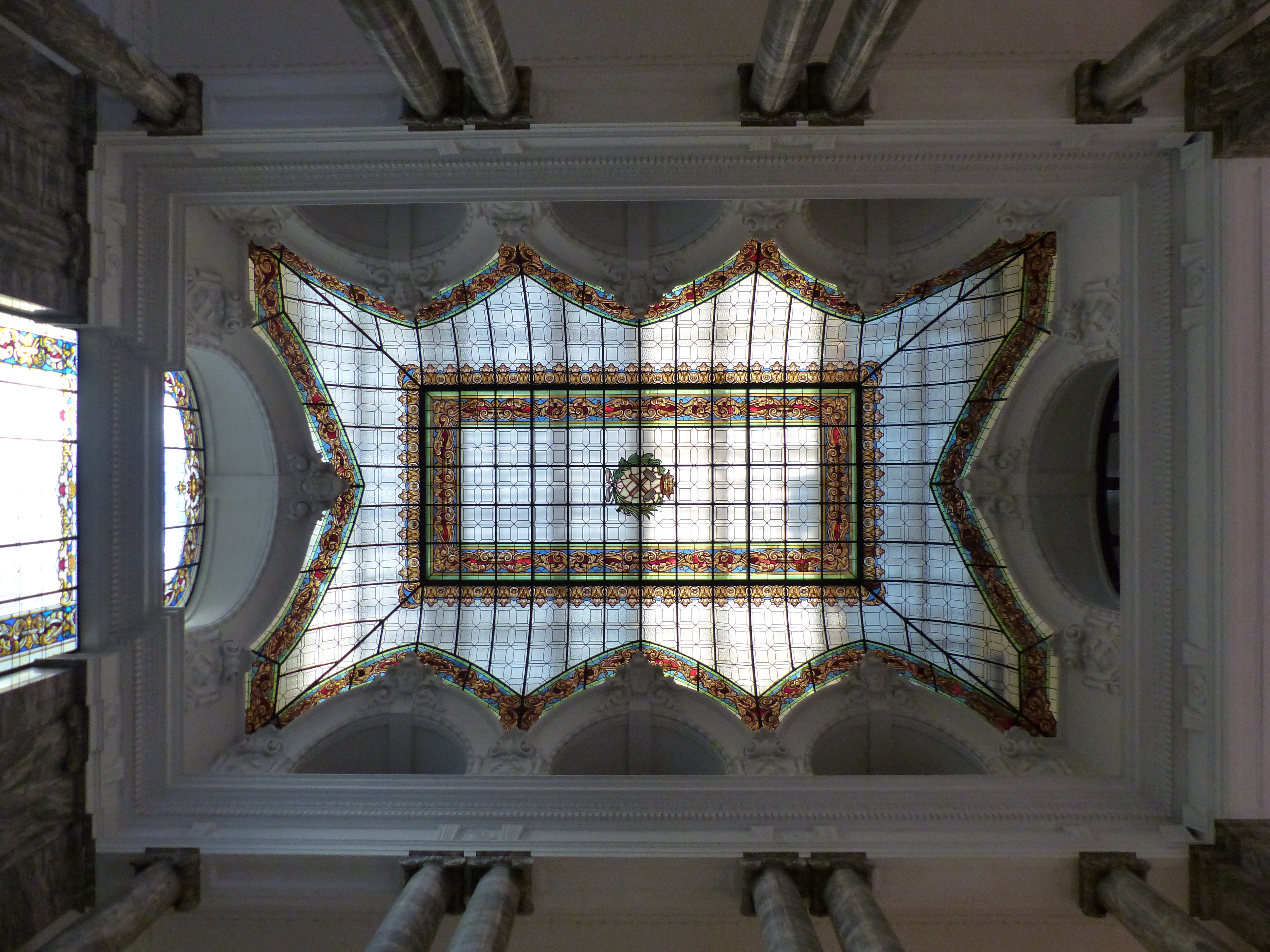
Vidriera de la coberta de l'escalinata d'accés

S'accedeix a la sala principal del Museu a través d'una escala monumental de marbre de Macael (Almeria), coberta per una gran vidriera, la més gran de l'edifici després de la de la sala central. En aquesta es pot observar l'escut de la Segona República Espanyola, que no va ser alterat durant el franquisme, i un dels antics escuts usats per a Madrid. En aquesta sala estan els retrats de personatges vinculats a la Geologia. Els passadissos d'accés estan flanquejats per vitrines de l'exposició permanent, principalment fòssils, i vidrieres amb motius estratigràfics basats en sondejos geològics.

### Sala central
La sala principal, que acull la major part de les col·leccions, és una nau diàfana rectangular amb cantonades arrodonides de 712 m² de superfície i 19 m d'altura. Té tres balconades perimetrals que serveixen d'àrea d'exposició i magatzematge, a les quals pot accedir-se des de la pròpia sala general a través de diverses escales de caragol. Aquest espai va ser inaugurat per Alfons XIII el 1925, comptant amb nombroses personalitats estrangeres.
El fals sostre està format per una gran vidriera polícroma horitzontal plana, que s'alça sobre una franja vertical, també amb vidrieres, i flanquejada per altres en semi-volta, totes elaborades per la Casa Mauméjean Hermanos, de Madrid. Al centre de la vidriera es troba l'escut reial d'Espanya, envoltant-lo, els escuts de les provincials corresponents a les Prefectures de Mines existents en l'època de conclusió de l'edifici: Guadalajara, Còrdova, Ciudad Real, Jaén, Bilbao, Barcelona, Sant Sebastià, Oviedo, Badajoz, Lleó, Sevilla, Múrcia, Almeria i Madrid.
Les vitrines expositores, de fusta tallada, són les originals, respectades i restaurades durant els treballs de conservació de 1980.
Uns originals sofàs, distribuïts per la sala, camuflen els radiadors del sistema de calefacció.

## Col·leccions

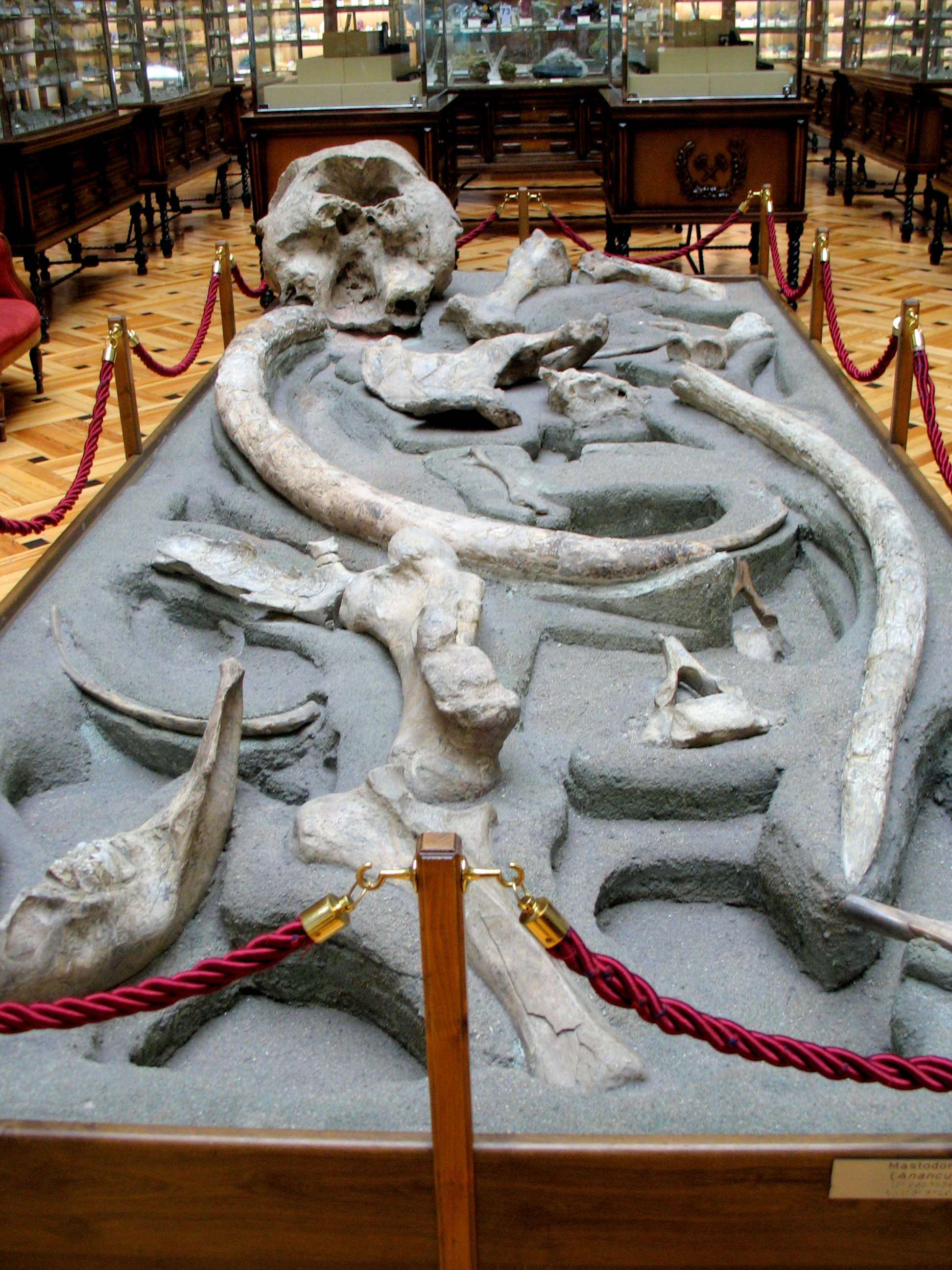
Fòssils de Anancus arvernensis de las Higueruelas (Ciudad Real).

El Museu disposa les seves col·leccions ordenades temàticament:
- Sistemàtica mineral
- Recursos minerals
- Minerals de les comunitats autònomes
- Roques (inclou meteorits)
- Fòssils de flora i invertebrats espanyols
- Fòssils de vertebrats
- Fòssils estrangers
- Paleontologia sistemàtica d'invertebrats

A la sala central s'exposen, a més, una reproducció de part del jaciment pliocè de Las Higueruelas (Ciudad Real), amb restes originals del mastodont Anancus arvernensis, i diverses vitrines amb fòssils i minerals especials per la seva espectacularitat o estat de conservació. En l'accés al Museu també poden veure's diverses vitrines amb instruments antics.